# Epiais-lès-Louvres
Epiais-lès-Louvres – miejscowość i gmina we Francji, w regionie Île-de-France, w departamencie Dolina Oise.
Według danych na rok 1990 gminę zamieszkiwało 80 osób, a gęstość zaludnienia wynosiła 23 osób/km² (wśród 1287 gmin regionu Île-de-France Epiais-lès-Louvres plasuje się na 1062. miejscu pod względem liczby ludności, natomiast pod względem powierzchni na miejscu 787.).